# Funiculaire
Pour les articles homonymes, voir Funiculaire (homonymie).

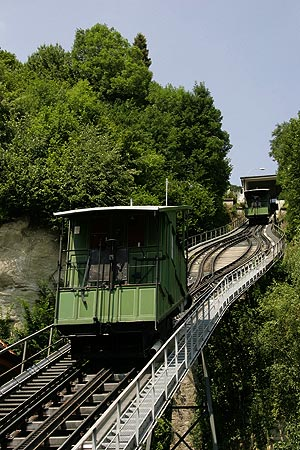
Funiculaire de Fribourg (Suisse).

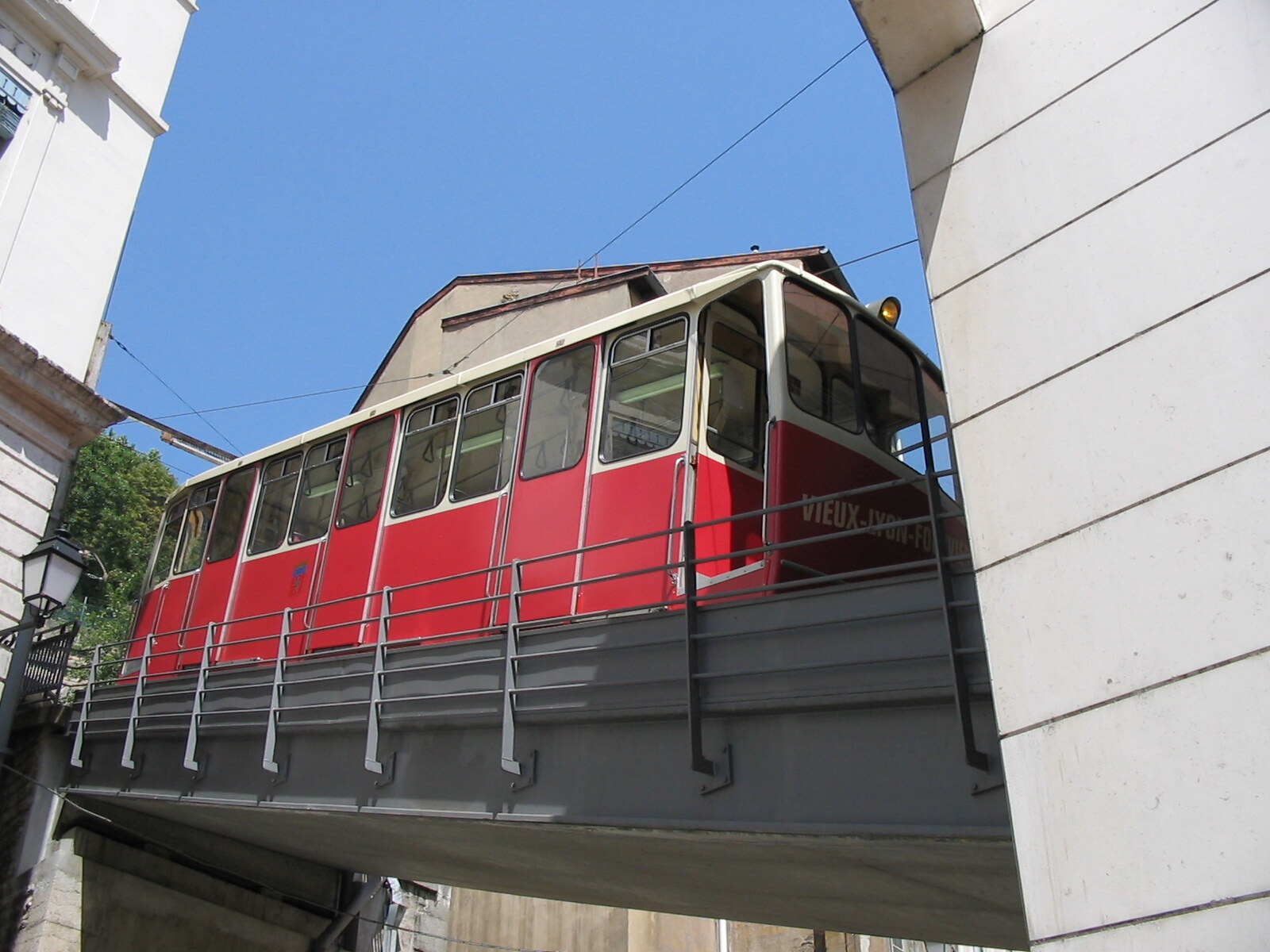
Funiculaire de Lyon (France).

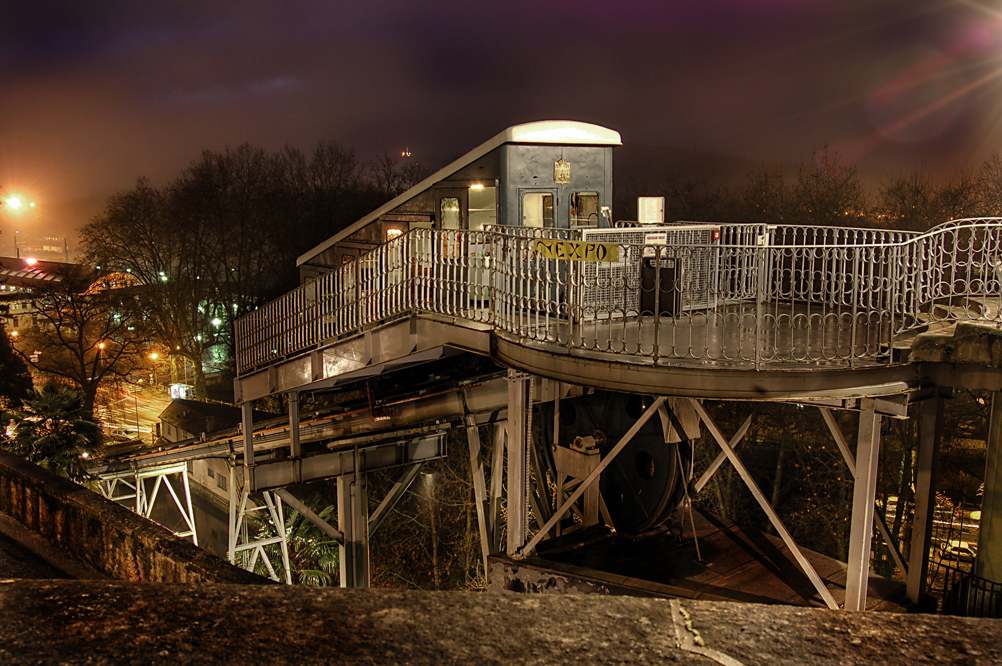
Funiculaire de Pau (France).

Un funiculaire est une remontée mécanique équipée de véhicules circulant sur des rails en pente et dont la traction est assurée par un câble (funiculum en latin) pour s'affranchir de la déclivité du terrain. Il se compose généralement de deux rames reliées par un ou plusieurs câbles réalisant, chacun, une demi-boucle en gare terminale. Le poids du train descendant compensant tout ou partie du poids du train montant, l’énergie à fournir par la traction reste ainsi relativement faible.
Le moteur actionnant le câble est situé, à de très rares exceptions près, dans la station la plus élevée de la ligne. Il permet de fournir la puissance perdue par le frottement des roues sur les rails, celle perdue dans le système poulie-câble ainsi que celle, éventuellement nécessaire, pour vaincre la différence de poids entre les deux trains.
Un funiculaire ne doit pas être confondu avec le téléphérique, la télécabine ou le chemin de fer à crémaillère, voire l'ascenseur ou l'ascenseur incliné qui est constitué d'une seule cabine autonome, comme il serait techniquement plus exact de nommer le nouveau funiculaire de Montmartre ou le Funiculaire du Vieux-Québec.
Il est généralement utilisé comme transport en commun, notamment en milieu urbain pour la desserte d'un territoire communal au relief difficile. Il est également utilisé dans certaines stations de montagne pour la pratique du ski alpin, ou l'accès à des sentiers de randonnée, ou encore pour accéder à des points isolés tels les belvédères. Il sert également comme transport pour compte propre, dans l'industrie en particulier.

## Technique

Les trois dispositions de rails : voies séparées / trirail / monovoie avec évitement central Abt.

### Disposition des rails
Le plus généralement, un funiculaire circule sur une voie ferrée unique qui comporte au milieu du parcours un tronçon doublé pour le croisement des véhicules. Cet évitement central, appelé évitement Abt, fonctionne sans aiguille mobile grâce à la disposition particulière des essieux des véhicules. Ceux-ci sont équipés de roues à gorge (à deux boudins) qui guident le train sur le rail continu côté extérieur de l'évitement, et de roues tambours (sans boudin) aptes à franchir le « cœur » de l'aiguillage sur le rail côté intérieur de l'évitement. Cette disposition d'essieux est inversée d'un train à l'autre, permettant de définir, lors de la conception de l'appareil, un côté de franchissement différent pour chaque véhicule. L'aiguille fonctionne ainsi sans intervention humaine, sans risque de collision des cabines ou de croisement des câbles.
On trouve également des funiculaires à voie double sur toute la longueur de la ligne, ou, plus rarement, des funiculaires à voie tri-rail où le rail central est mutualisé pour les deux véhicules, à savoir commun à la voie de gauche et de droite avec séparation au niveau de l'évitement.

### Câblerie et entraînement

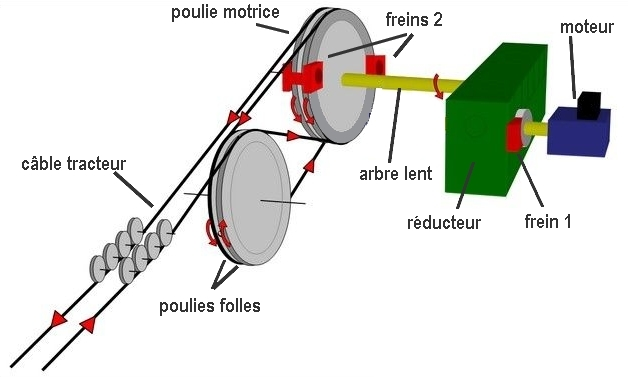
Exemple d'un entraînement de funiculaire.

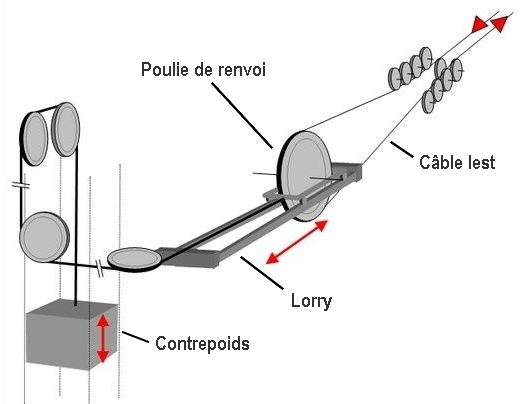
Exemple de tension d'un câble lest.

Le câble qui réalise la demi-boucle haute, en amont des cabines, est pratiquement toujours celui sur lequel est réalisé l'entraînement du funiculaire. On profite ainsi d'une tension du câble plus importante, renforcée par le poids des véhicules, qui maximise l'adhérence sur la poulie motrice. Cette adhérence est généralement optimisée par un treuil d'entraînement à double ou triple enroulement du câble. À cet effet, on utilise habituellement une poulie motrice à plusieurs gorges et une ou plusieurs poulies folles assurant le renvoi du câble vers cette poulie motrice.
L'entraînement est généralement assuré par un moteur électrique accouplé à un réducteur mettant en mouvement la poulie motrice. On trouve un ou plusieurs freins de service (freins 1) directement en sortie du moteur, et un ou plusieurs freins de sécurité (freins 2) au plus près de la poulie motrice.
Il existe également quelques funiculaires dits à contrepoids d'eau, dont le moteur est simplement l'eau d'un torrent ou d'une autre origine qui, chargée dans un réservoir, fait descendre une cabine et entraîne l'autre (au réservoir allégé) dans sa montée. C'est le cas du funiculaire de Fribourg (Suisse) et du funiculaire de Bom Jesus, à Braga (Portugal). Le Festungsbahn de Salzbourg était également à l'origine en 1892 un funiculaire à contrepoids à eau, mais il a été électrifié dans les années 1960.
La présence d'un câble retour (câble contre-tracteur ou lest), réalisant la demi-boucle basse en gare aval, demeure accessoire. Ce dernier est cependant mis en place sur certaines installations, notamment quand la pente est faible ou que la ligne possède des changements d'inclinaison prononcés. En gare aval, la poulie de renvoi de ce câble lest est montée sur un lorry maintenu dynamiquement en tension par un contrepoids ou par un vérin hydraulique. Le câble lest garantit alors une tension constante du câble tracteur. Il évite l’effet rebond et empêche tout phénomène de fouet, assurant ainsi un entraînement sans à-coups, et une circulation douce et confortable des véhicules.
Dans des configurations particulières, comme une station amont implantée sous-glacier, il peut arriver que l'entraînement du funiculaire soit réalisé sur ce câble au niveau de la station aval. C'est par exemple le cas pour le funiculaire Dôme Express des Deux Alpes (France).

## Historique

### Prémices du funiculaire

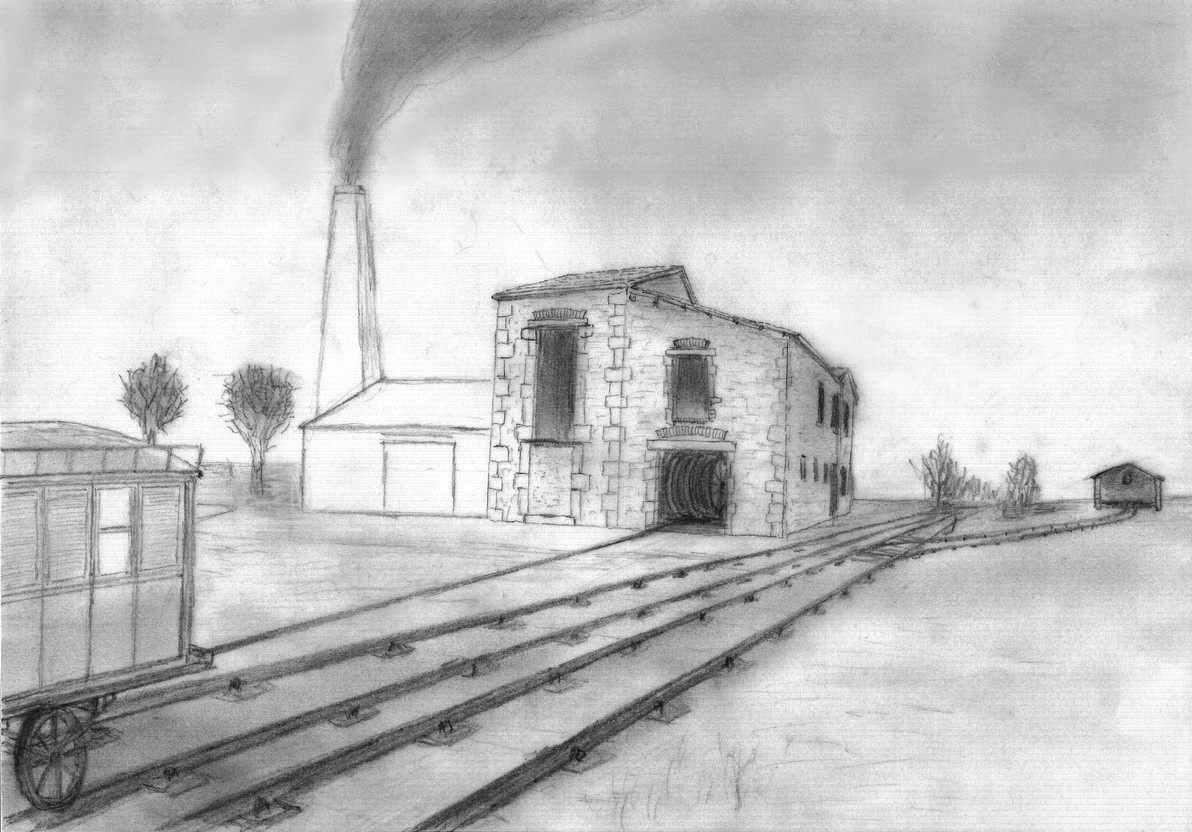
Plan incliné funiculaire de Biesse dans le département de la Loire (France).

Le funiculaire utilise une technologie séculaire déjà employée au Moyen Âge. Dès 1515, le funiculaire primitif du Reisszug est répertorié par Matthäus Lang von Wellenburg ; mû par l'homme ou l'animal, il dessert la forteresse de Hohensalzburg à Salzbourg.
Avec le démarrage du transport ferroviaire, à la révolution industrielle, apparaissent les premiers plans inclinés funiculaires et par là même les premières tractions mécaniques par machinerie fixe (à vapeur). Ceux de la ligne de chemin de fer Stockton - Darlington en 1825 en Angleterre, ainsi que de Biesse, Neulise et du Buis en 1833 dans le département de la Loire, sont les premiers à recevoir du trafic de voyageurs. Les ingénieurs estiment alors que l’on ne peut raisonnablement dépasser 5 % de pente avec ce type de système de traction.

### Perfectionnement de la technique

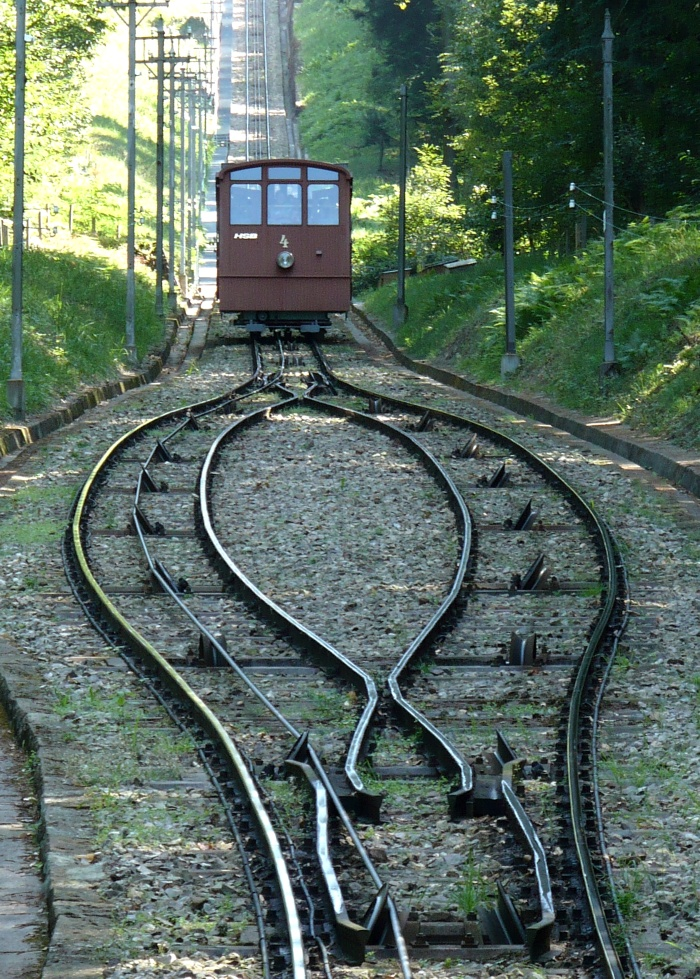
L'évitement inventé par Carl Roman Abt.

Il faudra attendre l’invention du câble moderne par l’Allemand Wilhelm Albert pour que les remontées se risquent à franchir des reliefs plus significatifs. Le câble d’Albert était constitué d’une âme en chanvre faite de fils torsadés autour de laquelle six brins étaient ensuite toronnés autour d'une autre base de corde de chanvre dans des directions alternées pour plus de stabilité. Ce principe est mis en place en 1834 pour l'exploitation minière de Clausthal-Zellerfeld, en Allemagne. Le câble d’Albert reste cependant toronné à la main. La machine à toronner est inventée par l'Autrichien Wurm en 1837 et développée à une échelle industrielle dès la décennie suivante par Felten & Guilleaume. Enfin fiabilisé, le transport par câble se développe avec la révolution industrielle dès la deuxième moitié du XIXe siècle, ouvrant la voie au développement du funiculaire sur pente, enfin, plus prononcée. Dès 1862, les funiculaires s’affirment comme transport urbain de passagers à Lyon (France), et rapidement, dans d’autres métropoles d’Europe. Le funiculaire de Lyon conduisant sur la colline de la Croix-Rousse, imaginé par les ingénieurs Molinos et Pronnier, est le premier à bénéficier de freins à friction agissant directement sur le rail de roulement.
La technique du funiculaire est perfectionnée pendant le dernier quart du siècle en Suisse. En 1879 au Giessbach, l'ingénieur Carl Roman Abt installe pour la première fois un appareil monovoie avec un évitement central sans aiguille, grâce à un principe de boudins des roues inversés d'un véhicule à l'autre, mais au prix de nombreux rails guides au niveau du cœur de l'aiguillage. En 1888, le funiculaire (de) du Bürgenstock, près de Lucerne, inaugure ensuite la traction par moteur électrique qui se généralise rapidement sur les nouveaux appareils (les appareils étaient jusqu'alors entraînés par une machinerie à vapeur fixe, ou quelquefois grâce à des contrepoids d'eau, quand une source était présente en altitude). Carl Roman Abt perfectionne pour l'occasion son évitement sans aiguille mobile, en utilisant le principe d'une roue sans boudin pour le franchissement du cœur de l'aiguillage, et d'une roue guide à deux boudins sur le rail extérieur de l'aiguillage. Ce principe d'aiguillage, aujourd'hui communément appelé évitement Abt, se retrouve sur quasiment tous les funiculaires à va-et-vient modernes.

### Chronologie

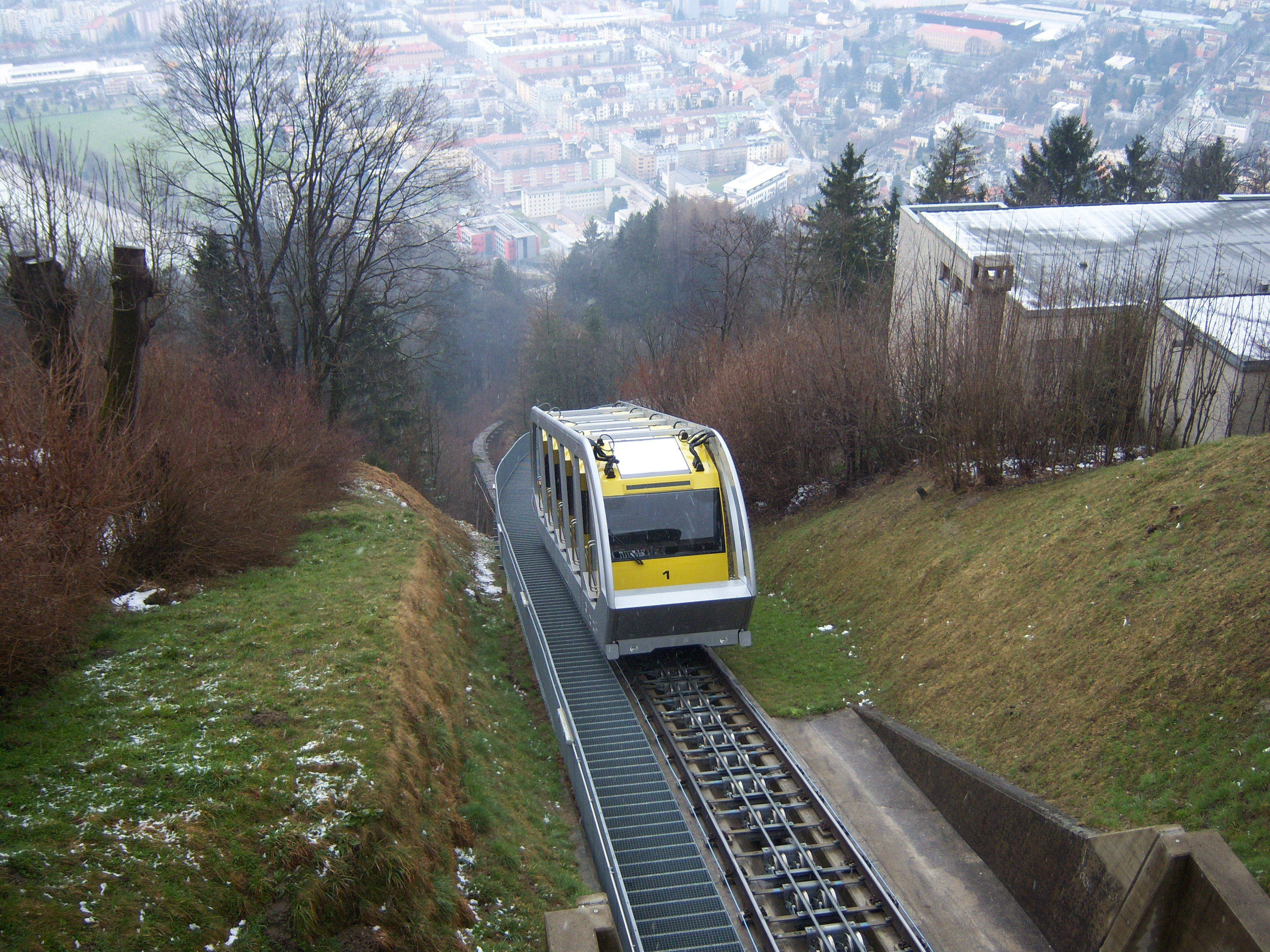
Le Hungerburgbahn, funiculaire à Innsbruck, inauguré en 2007. On aperçoit derrière le virage la ligne de l'ancien funiculaire, datant de 1906.

Cette chronologie retrace les principaux évènements mondiaux relatifs à l'histoire du funiculaire.
- 1515 : le funiculaire primitif du Reisszug est répertorié par Matthäus Lang von Wellenburg ; il dessert la forteresse de Hohensalzburg à Salzbourg et est mu par l'homme ou l'animal[5].

#### XIXesiècle
- 1808 : ouverture du plan incliné de Birtley-Fell près de Newcastle, funiculaire primitif utilisé pour remonter des chariots de la houillère d'Urpeth[7],[6].
- 1825 : ouverture des plans inclinés funiculaires de Hethereley et Brusselton réalisés sur la ligne de voie ferrée Stockton-Darlington en Angleterre, qui seront les premiers au monde utilisés pour le transport public de passagers[7],[15].
- 1833 : ouverture des plans inclinés funiculaires de Biesse, Neulise et du Buis dans le département de la Loire en France, qui seront les premiers d'Europe continentale utilisés pour le transport public de passagers[7],[16].
- 1834 : l'Allemand Wilhelm Albert invente le câble toronné[8],[9].
- 1845 : ouverture du Prospect Park Incline Railway (en) des chutes du Niagara (États-Unis), premier funiculaire touristique au monde[17].
- 1862 : ouverture du funiculaire urbain de la Rue Terme à la Croix-Rousse à Lyon (France)[18],[11] ; premier funiculaire avec freins à friction agissant directement sur le rail de roulement[12].
- 1873 : ouverture de la première ligne de tramway à traction par câble, les Cable Cars de San Francisco[19].
- 1879 : premier funiculaire monovoie avec une première version d'évitement central Abt, grâce à un inversement des boudins des roues sur les véhicules, au Giessbach (Suisse)[14].
- 1888 : premier funiculaire à traction électrique et premier évitement central Abt avec utilisation de roues sans boudin sur un côté d'essieu pour franchissement du cœur de l'aiguillage de funiculaire du Bürgenstock (de), près de Lucerne[13].

#### XXesiècle
- 1935 : ouverture au public du Scenic railway à Katoomba (Australie) avec une pente maximale de 122 %, la plus forte au monde[20]. L'appareil, adapté d'un transporteur industriel, fonctionne désormais en va-et-vient avec un téléphérique contrepoids.
- 1974 : début des funiculaires modernes en tunnel avec l'ouverture du funiculaire de Kaprun à Kaprun (Autriche)[21].
- 1991 : ouverture à Barcelone en Espagne du funiculaire de Montjuïc, possédant le plus gros débit théorique d'exploitation, avec 8 000 personnes par heure et par sens de circulation[22]. L'appareil est construit par Waagner-Biro (de) à l'occasion des Jeux olympiques d'été de 1992.

#### XXIesiècle
- 2000 : accident du funiculaire de Kaprun, 155 morts, 12 survivants.
- 2017 : ouverture du funiculaire Schwyz-Stoos en Suisse avec une pente maximale de 110 %, la plus forte d'Europe.

## Domaines d'application

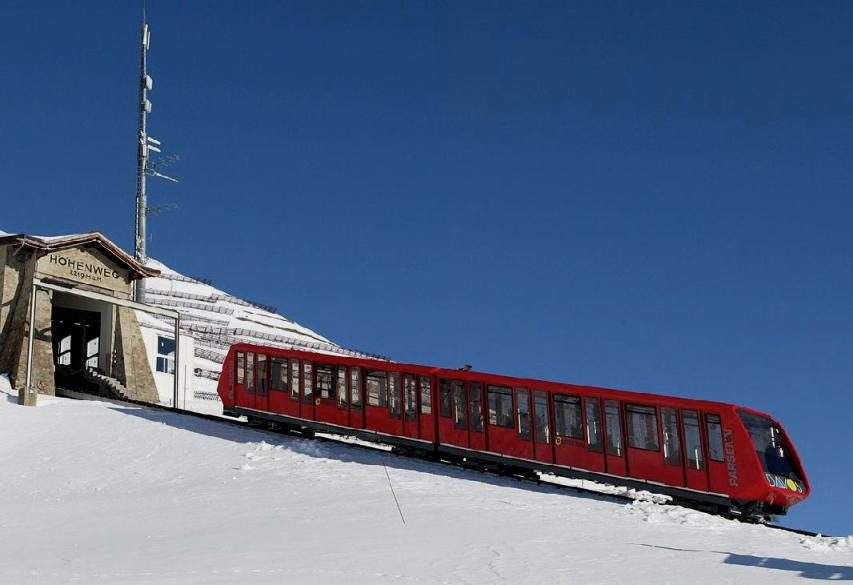
Le funiculaire Parsennbahn dans le domaine skiable de Davos (Suisse).

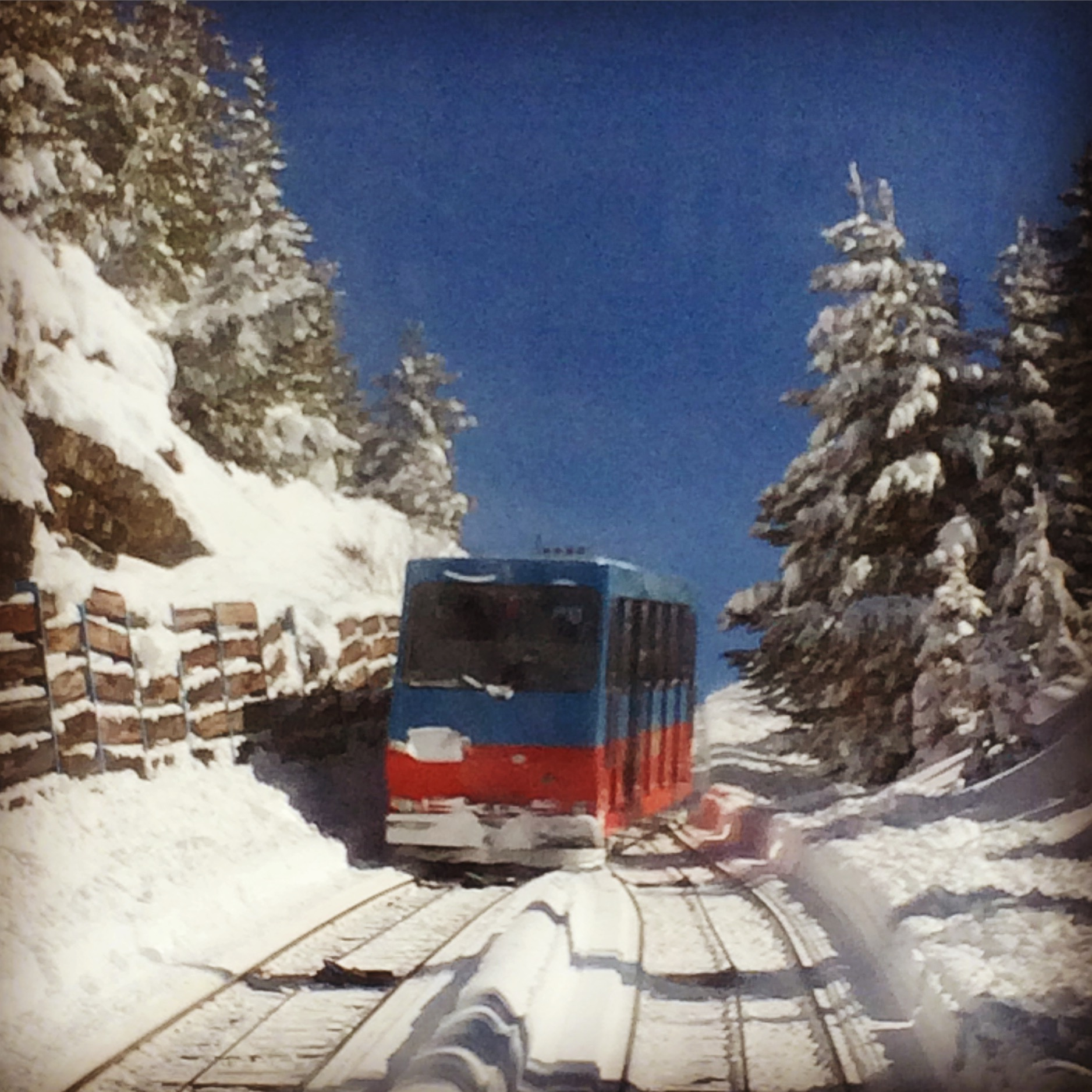
Funiculaire du domaine skiable Rosshütte à Seefeld in Tirol, Innsbruck (Autriche)

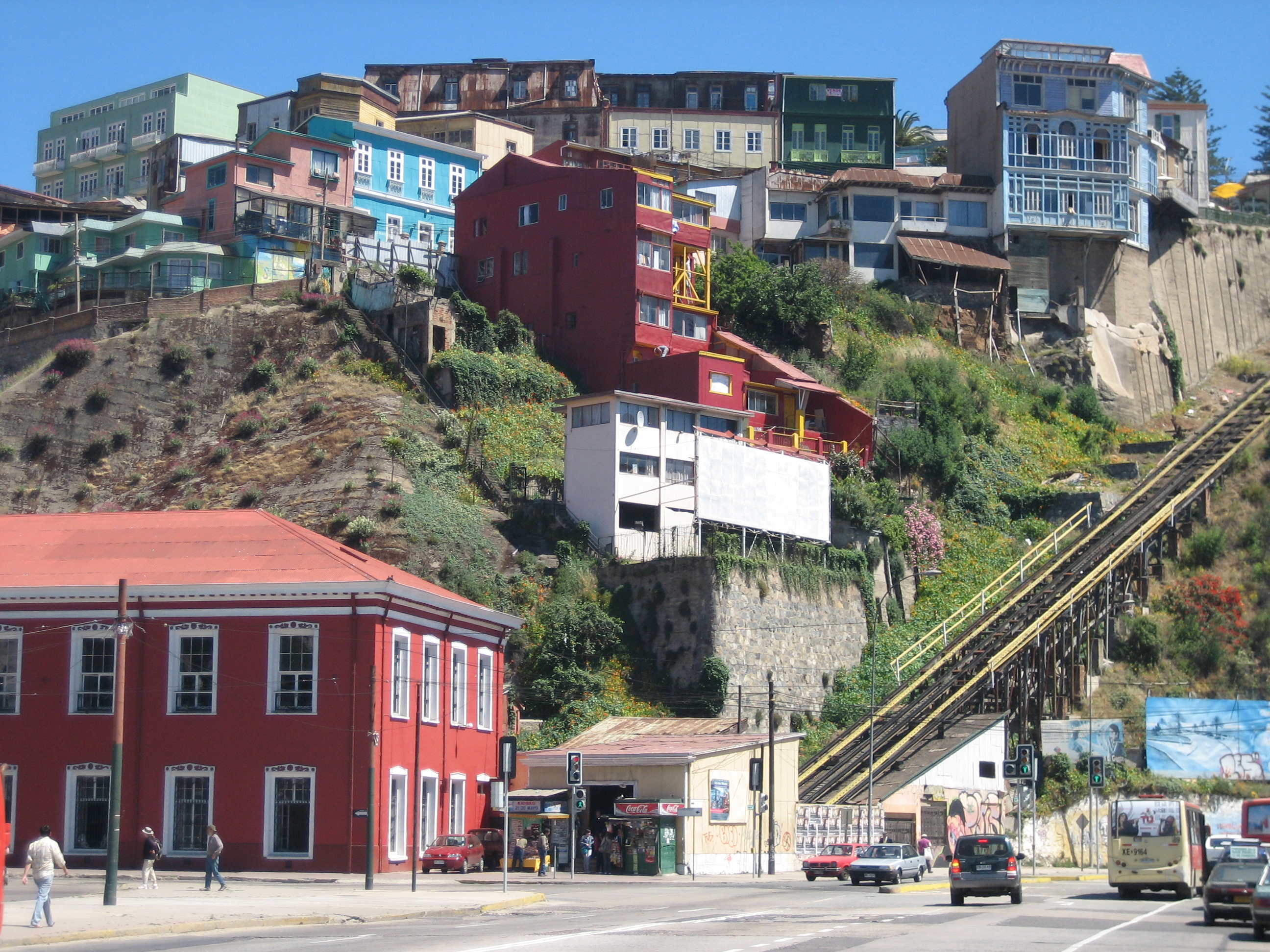
Les collines typiques de Valparaíso (Chili) avec les voies du funiculaire

Les deux principaux domaines d'application du funiculaire sont les transports urbains et les transports touristiques.
Les funiculaires urbains peuvent circuler en surface et s'apparenter à des tramways ou en tunnel comme une ligne de métro. Parfois, la même ligne urbaine a pu connaître dans son histoire des phases de traction funiculaire et de traction à crémaillère.
Des funiculaires touristiques de stations de sports d'hiver ont remplacé des téléphériques, dans la plupart des cas en raison de leur plus grande capacité et de leur moindre sensibilité au vent.

## Technologies dérivées

### L'ascenseur incliné
L'ascenseur incliné est un appareil de conception similaire au funiculaire, à la différence qu'il fonctionne obligatoirement avec un unique véhicule (généralement de petite capacité) reprenant les technologies habituellement appliquées à l'ascenseur. Il peut être mû par un treuil tambour (à enroulement) ou en va-et-vient avec un contrepoids circulant sous la voie. À la différence du funiculaire, dans plusieurs pays, cet appareil n'est pas considéré comme remontée mécanique. C'est par exemple le cas en France, depuis la parution de la norme NF P82-400 « ascenseurs inclinés », en 1996.

### Lepeople-mover
Un people-mover est moyen de transport utilisant des navettes circulant sur une voie sur rails de façon automatisée, qui peut, à l'image du funiculaire, employer la traction par câble. Le people-mover peut être à va-et-vient ou à mouvement continu. Dans ce dernier cas, les véhicules disposent d'une attache débrayable qui est désaccouplée du câble dans les gares pour une circulation à quai à vitesse réduite, sans ralentissement de l'ensemble de l'appareil ; dans les stations terminales, les navettes effectuent un demi-tour et sont renvoyés sur l'autre voie.
Cet appareil est généralement utilisé en milieu urbain, en particulier dans les aéroports. À la différence du funiculaire, la pente de l'infrastructure est inexistante ou peu prononcée.
Pour qualifier les appareils d'ancienne génération à débrayage manuel et qui partagent leur infrastructure avec la voirie urbaine, on utilise le vocable tramway à traction par câble. Les exemples les plus célèbres et pérennes sont les Cable Cars de San Francisco en Californie.